# François Lamy (théologien)
Pour les articles homonymes, voir François Lamy et Lamy.
François Lamy, né le 29 janvier 1636 à Montireau et mort le 11 avril 1711 à Saint-Denis, est un théologien et auteur spirituel français.
Baron de Montireau, il embrassa, après avoir servi dans l’armée, la vie monastique à l’âge de vingt-trois ans et devint moine bénédictin de la congrégation de Saint-Maur. En dépit de ses controverses avec Bossuet, Malebranche, Arnauld, Nicole, Duguet, et d’autres, il était très estimé pour sa sincérité et la piété par tous ceux qui le connaissaient.

## Publications
- Vérité évidente de la religion chrétienne, Paris, 1694;
- Le Nouvel Athéisme renversé, ou réfutation du système de Spinoza, Paris, 1696; 2e éd., Bruxelles, 1711; T1  T2  T3
- Sentiments de piété sur la profession religieuse, Paris, 1697;
- De la connaissance de soi-même, 5 vols., Ibid., 1694-1698, in-8°; 2e éd., 1700;  Cet ouvrage a soulevé une controverse au sujet de l’amour désintéressé de Dieu avec Malebranche.
- Lettre d’un théologien à un de ses amis, Ibid., 1699;
- Plainte de l’apologiste des bénédictins à MM. les prélats de France, Ibid., 1699;
- L’Incrédule amené à la religion par la raison, Ibid., 1710;
- De la connaissance et de l’amour de Dieu, Ibid., 1712.
- Histoire chronologique de la ville de Pont-Sainte-Maxence sur l'Oise